# Say Yay!
Say Yay! (с англ. — «Скажите Ура!») — песня испанской певицы Barei, с которой представляла Испанию на конкурсе Евровидение 2016, проведенном в Стокгольме, Швеция. Это первая испанская песня на Евровидении, исполненная полностью на английском языке. «Say Yay» была выпущена 25 января 2016 и почти сразу стала синглом #1 в испанском сегменте iTunes.

## Евровидение 2016
В декабре 2015 года Барей была объявлена одним из шести претендентов представлять Испанию на Евровидении 2016. Испанский национальный отбор, Objetivo Eurovisión, состоялся 1 февраля 2016, и Барей с песней «Say Yay» одержала победу, получив максимальное количество голосов телезрителей и международного жюри.
В финале Евровидения песня заняла 22 место по результатам голосования зрителей, получив 10 баллов, и 16-е по голосованию жюри со 67 баллами.